# Schloss Wolfenbüttel

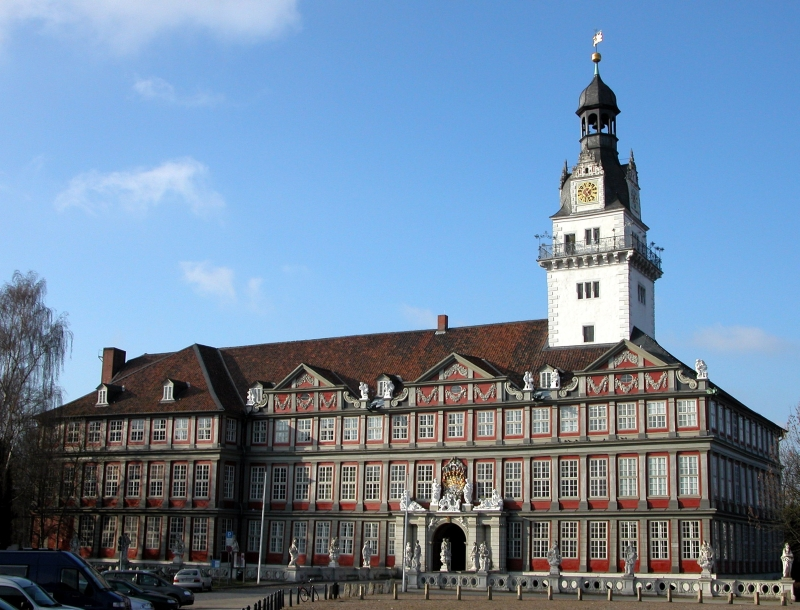
Das Schloss

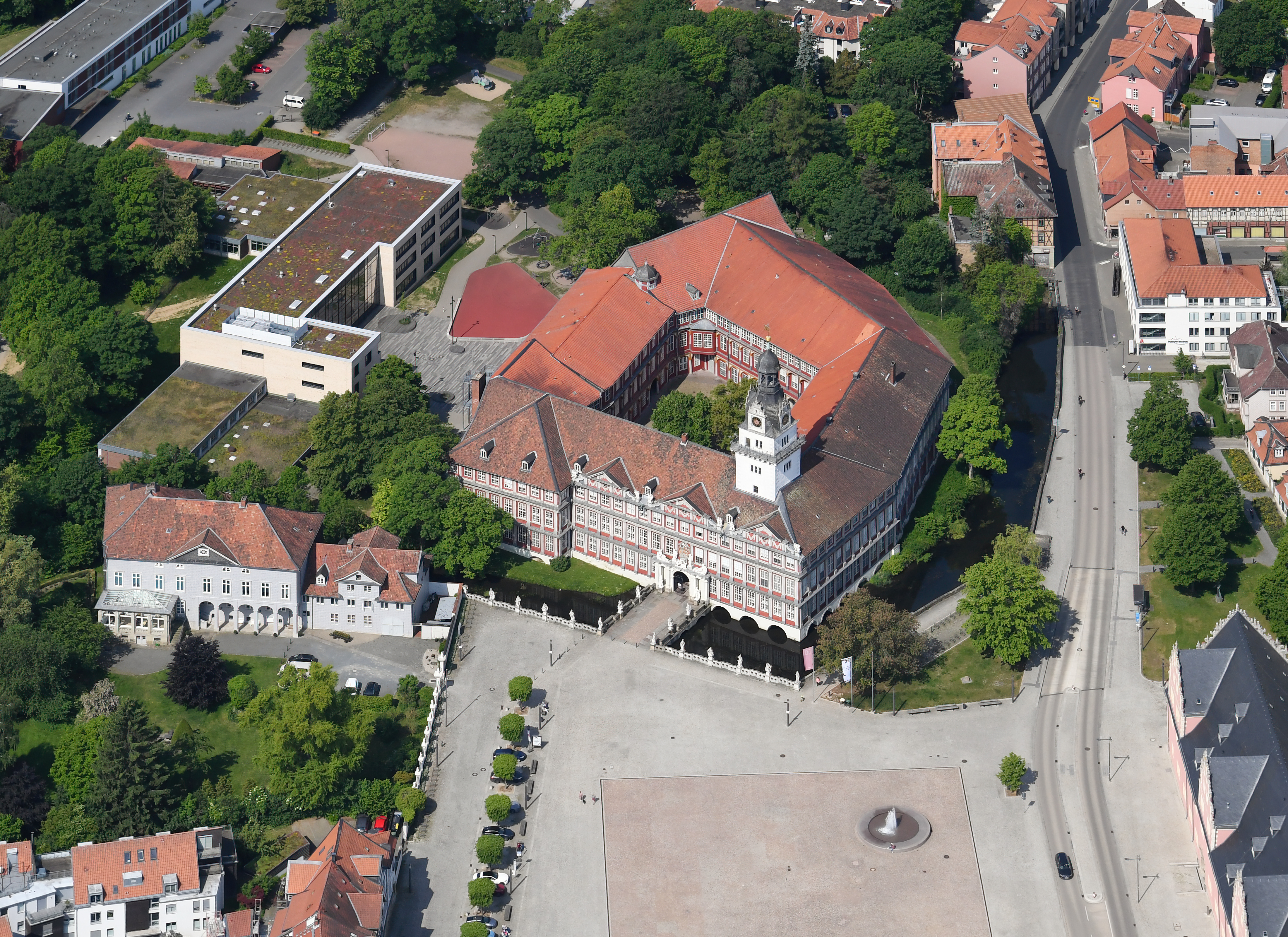
Luftbild des Schlosses

Schloss Wolfenbüttel in Wolfenbüttel ist das zweitgrößte erhaltene Schloss in Niedersachsen. 
Die ausgedehnte Vierflügelanlage des ursprünglichen Wasserschlosses diente den Herzögen von Braunschweig-Lüneburg von 1283 bis 1754 als Wolfenbütteler Residenz. Durch Angriffe und Belagerungen wurde das Schloss mehrmals zerstört. Das Aussehen des Schlosses änderte sich auch nach zahlreichen Um- und Anbauten mehrmals. 
Heute wird das Schloss von dem Gymnasium im Schloss Wolfenbüttel, der Bundesakademie für kulturelle Bildung und dem Schlossmuseum genutzt.

## Baubeschreibung und Baugeschichte

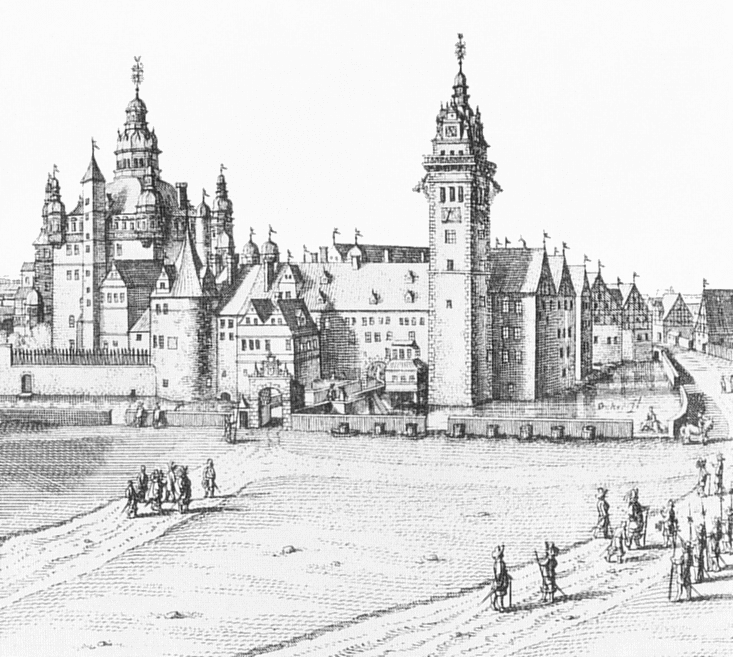
Merian-Kupferstich 1654

Ursprünglich war das heutige Schloss eine Wasserburg, die 1074 erstmals bezeugt ist und von Widekind von Wolfenbüttel an einer Furt über die Oker errichtet wurde. In den sumpfigen Okerauen bestand bereits die kleine Siedlung Wulferisbuttle. Sie lag an einer Handelsstraße vom Rhein zur Elbe, die Kaufleute und pilgernde Mönche nutzten, um zwischen den Bistümern Halberstadt und Hildesheim zu verkehren.
Als Gunzelin von Wolfenbüttel 1255 Herzog Albrecht I. den Huldigungseid verweigerte, zog dieser gegen die Burg und zerstörte sie. Herzog Heinrich der Wunderliche ließ 1283 die herzogliche Wasserburg wieder aufbauen. Aus dieser Zeit sind heute noch der Schlossgrundriss sowie der Burggraben und die unteren Teile des Schlossturmes mit dem Burgverlies erhalten. Um 1350 wurde die Burg zur Residenz der Welfen aus Braunschweig. Eine weitere Zerstörung erfolgte 1542, als die Fürsten des Schmalkaldischen Bundes die Burganlage eroberten. Erst 1553 begann der Wiederaufbau. Dabei ließ Herzog Heinrich der Jüngere einen neuen Wohnpalast errichten. Der frühere Wohnturm wurde dann zur Schlosskapelle umgebaut. Nach italienischem Vorbild wurden ab 1575 im Schlosshof Arkaden eingebaut.
Das Schloss hatte früher mehrere Türme, von denen heute zum Teil noch Grundmauern vorhanden sind. Der Hausmannsturm als höchster Turm wurde 1613 vom herzoglichen Baumeister Paul Francke im Renaissancestil erbaut. Dieser Turm steht heute noch. 1642 zog August der Jüngere als Herzog in das Schloss, das vom Dreißigjährigen Krieg beschädigt war. Später ließ er darin eine Bibliothek einrichten. Zwischen 1690 und 1697 kam es zu größeren Umbauarbeiten im Schlossbau. Dabei wurden Festsäle in fürstliche Wohnräume umgebaut. Im Barock erhielt das Schloss 1714–1716 unter dem Baumeister Hermann Korb eine neue Fassade aus Fachwerk. Aus dieser Zeit stammen auch das steinerne Eingangsportal und die Skulpturen auf der Brücke und entlang des Schlossgraben. Die Skulpturen stammen von dem österreichischen Bildhauer Franz Finck und sollen die Tugenden und Pflichten der Herzöge verkörpern.

## Bekannte Bewohner und Gäste

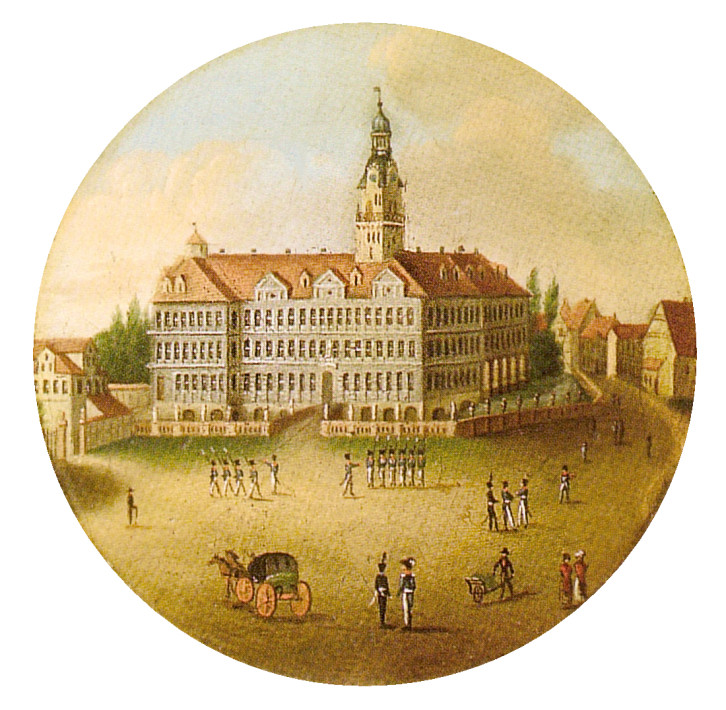
Ansicht um 1820

Der protestantische Komponist Michael Praetorius trat 1595 zunächst als Kammersekretär in die Dienste des Herzogs Heinrich Julius von Braunschweig-Wolfenbüttel. Als Hoforganist war er hier auch an der 1596 fertiggestellten Gröninger Schlossorgel tätig. Im Jahre 1604 erhielt Praetorius den Titel des Hofkapellmeisters. Die populäre Textfassung der zweiten Strophe wie auch den bekanntesten Satz des populären Weihnachtsliedes Es ist ein Ros entsprungen schuf Praetorius 1609.
Von 1641 bis 1643 erhielt der Kupferstecher Conrad Buno von August dem Jüngeren ein eigenes Zimmer auf Schloss Wolfenbüttel zugewiesen; in diesem Zeitraum schuf er mehrere Abbilder des Fürsten.
Nachdem der herzogliche Hofstaat 1753 von Wolfenbüttel nach Braunschweig verlegt worden war, stand das Schloss leer. Als Gotthold Ephraim Lessing 1770 an der Bibliotheca Augusta eine Anstellung als Bibliothekar annahm, überließ ihm der Herzog einige Zimmer in der zweiten Etage des leerstehenden Schlosses als Wohnung. Über fünf Jahre verbrachte Lessing in den repräsentativen und herzoglich ausgestatteten Räumlichkeiten. Nach der Hochzeit mit Eva König im Jahr 1776 zog das Ehepaar ins Meißnerhaus (Wolfenbüttel) in unmittelbarer Schlossnähe ein, 1777 in das Schäffersche Haus, später Lessinghaus genannt. In dieser Zeit entstanden u. a. die Werke Emilia Galotti (1772) und Nathan der Weise (1779).

## Nutzung

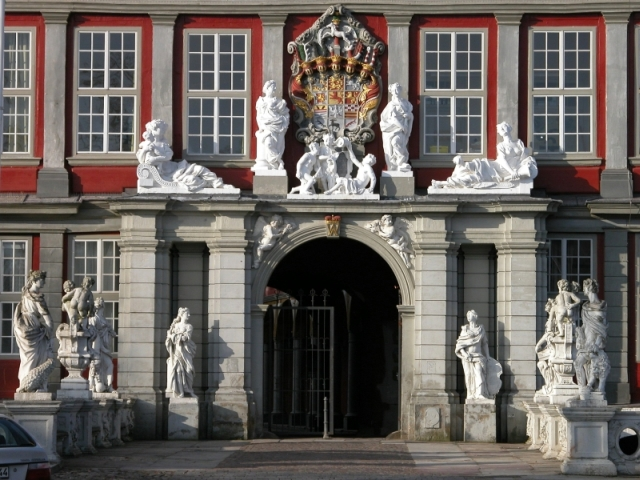
Portal des Schlosses

Das herzogliche Residenzschloss der Welfen war mehr als drei Jahrhunderte (1432–1754) eines der wichtigsten politischen und kulturellen Zentren Norddeutschlands.
Wolfenbüttel hat eine über 400 Jahre alte Theatertradition. Im 16. Jahrhundert gründete Herzog Heinrich Julius in Schlossräumen das erste stehende Theater Deutschlands. Zu dieser Zeit gab es in Deutschland noch keine festen Theater. Die regelmäßig auftretende Theatergruppe mit englischen Berufsschauspielern brachte Heinrich-Julius und der Stadt Wolfenbüttel den Ruf ein, Begründer des deutschen Theaters zu sein.

### Schule im Schloss
1866 wurde die Anna-Vorwerk-Schule als reine Mädchenschule gegründet. Seit 1969 ist das Gymnasium im Schloss (GiS) eine gemischte Schule, die zeitweise zu den zehn größten Gymnasien Niedersachsens gehörte.

### Museum
Die zwischen 1690 und 1740 gestalteten Repräsentationsräume bilden das Herzstück des Museums im Schloss Wolfenbüttel. Neben den Staatsgemächern mit ihren authentischen Beispielen fürstlicher Wohn- und Tafelkultur aus dem Zeitalter des Absolutismus bietet das Museum eine große Fülle von Objekten aus dem bürgerlichen Leben der letzten dreihundert Jahre. Nach dem Brand des Sprachlabors der Schule werden die dort wiederhergestellten Räume neben dem Hausmannsturm zur Erweiterung des Museums genutzt.
Im Jahr 2024 erwarb das Museum für 600.000 Euro das 185-teilige Holländische Service aus den 1770er Jahren mit Motiven niederländischer Küstenlandschaften, zum Teil vom Landschaftsmaler Pascha Weitsch. Hergestellt wurde es von der Fürstenberger Porzellanmanufaktur im Weserbergland und bemalt in Braunschweig.

### Bundesakademie für kulturelle Bildung Wolfenbüttel e. V.
Seit 1991 befinden sich im Nordflügel des Schlosses auch Veranstaltungs- und Verwaltungsräume der Bundesakademie für kulturelle Bildung Wolfenbüttel.

### Kultur
Der „KulturSommer“, Wolfenbüttels Open-Air-Festival in den Sommermonaten, präsentiert jährlich nationale und internationale Künstler quer durch alle Kultursparten in der einzigartigen Atmosphäre des Schlossinnenhofes.
Der Amateurtheaterverein „kleine bühne Wolfenbüttel e. V.“ führt in der Sommersaison im Schlossinnenhof und ganzjährig im Theatersaal verschiedene Stücke auf. Vom Hausmannsturm erschallt in den Sommermonaten samstags Musik von Michael Praetorius oder anderen Komponisten, vorgetragen vom Posaunenchor Wolfenbüttel.
Viermal im Jahr findet im Schlossinnenhof der Wachwechsel der Herzoglichen Schlosswache statt. Dieser Wachwechsel wird von dem Verein Die Wolfenbüttler e. V. in Kostümen vorgeführt, die der Wachsoldatenuniform aus der Barockzeit nachempfunden sind.
Einmal im Monat findet in den Räumen des Museums eine Führung durch den „Herzoglichen Tanzmeister de la Marche“ statt. Diese Führung wird in einem historischen Kostüm durchgeführt, das der Kleidung aus der Barockzeit nachempfunden ist.

### Sonstiges
Die einzigen hochbarocken Staatsappartements Niedersachsens sind im Schloss zu finden. Der Renaissancesaal im Erdgeschoss ist für Veranstaltungen nutzbar.
Das Gebäude war einer der Drehorte des im 2011 erschienenen Films Der ganz große Traum.

## Schlossumfeld
In unmittelbarer Nähe zum Schloss befinden sich die Herzog August Bibliothek, das Lessinghaus, das Zeughaus und das Kleine Schloss.